# バレーボールフィンランド男子代表

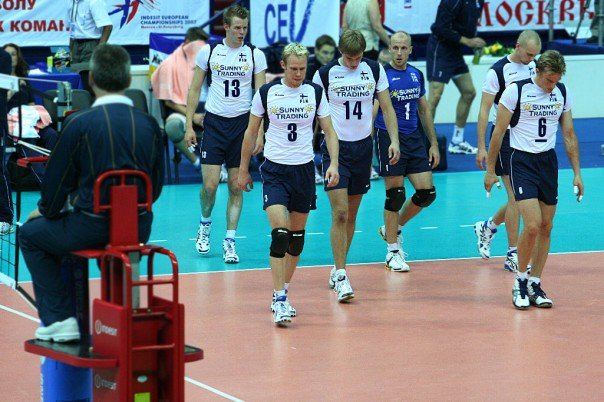
2007年欧州選手権のフィンランド男子代表

バレーボールフィンランド男子代表は、バレーボールの国際大会で編成されるフィンランドの男子バレーボールナショナルチームである。

## 歴史
1957年に国際バレーボール連盟へ加盟。1952年世界選手権に初出場、欧州選手権は第4回大会の1955年欧州選手権から出場しているフィンランドは北欧の古参チームである。これまでにオリンピック、ワールドカップの出場経験はなく、世界選手権は7回出場している。
2000年代に入り、欧州各国の海外プロリーグでプレーしていた代表選手たちが経験を積んで成長し、セリエAのクラブチームを指揮していたイタリア人監督を迎えチームの強化を図ると、再び国際大会への出場が増えるようになる。2007年欧州選手権では、予選3次ラウンドのプレーオフで辛うじて出場権を獲得したにもかかわらず、準決勝へ進出する健闘を見せ、チームにとって最高位の4位となった。2009年ワールドリーグでFIVBランキング1位のブラジルを破るなど、大きな成長を見せたが、2009年欧州選手権ではFIVBランキング上位の強豪国が占めるグループで苦戦し、2次ラウンドで敗退。2010年世界選手権予選も敗退したが、2014年世界選手権で32年ぶりの世界選手権出場を果たした。

## 過去の成績

### オリンピックの成績
- 2004年 - 欧州予選敗退
- 2008年 - 欧州予選敗退
- 2012年 - 欧州予選敗退
- 2016年 - 欧州予選敗退
- 2020年 - 不出場

### 世界選手権の成績
| - 1949年 - 不出場 - 1952年 - 11位 - 1956年 - 不出場 - 1960年 - 不出場 - 1962年 - 18位 - 1966年 - 19位 - 1970年 - 20位 | - 1974年 - 不出場 - 1978年 - 17位 - 1982年 - 17位 - 1986年 - 不出場 - 1990年 - 不出場 - 1994年 - 不出場 - 1998年 - 欧州予選敗退 | - 2002年 - 欧州予選敗退 - 2006年 - 欧州予選敗退 - 2010年 - 欧州予選敗退 - 2014年 - 9位 - 2018年 - 16位 - 2022年 - 不出場 |

### 欧州選手権の成績
| - 1955年 - 11位 - 1958年 - 14位 - 1963年 - 14位 - 1967年 - 17位 - 1971年 - 13位 - 1977年 - 11位 - 1981年 - 9位 - 1983年 - 7位 | - 1991年 - 8位 - 1993年 - 10位 - 1997年 - 12位 - 2001年 - 予選敗退 - 2003年 - 予選敗退 - 2005年 - 予選敗退 - 2007年 - 4位 - 2009年 - 12位 | - 2011年 - 8位 - 2013年 - 8位 - 2015年 - 12位 - 2017年 - 12位 - 2019年 - 14位 - 2021年 - 12位 - 2023年 - 21位 |

### ワールドリーグの成績
| - 1993年 - 12位 - 2006年 - 10位 - 2007年 - 7位 - 2008年 - 10位 - 2009年 - 8位 | - 2010年 - 13位 - 2011年 - 10位 - 2012年 - 13位 - 2013年 - 16位 - 2014年 - 16位 | - 2015年 - 15位 - 2016年 - 17位 - 2017年 - 21位 |  |

## 歴代代表監督
- マウロ・ベッルート（2005-2010年）
- ダニエル・カステラーニ（2011-2012年）
- トーマス・サムエルボ（2013-2018年）
- ジョエル・バンクス（2019-）

## 歴代代表選手
| - トーマス・サムエルボ（1993-2012年） - ヤンネ・ヘイッキネン（1993- ） - ミッコ・エスコ（2000- ） - マッティ・ヒエタネン（2004- ） - シモ＝ペッカ・オッリ（2005- ） | - ミッコ・オイヴァネン（2005- ） - マッティ・オイヴァネン（2005- ） - コンスタンチン・シューモフ（2006- ） - ユッカ・レトネン（2006- ） - パシ・ヒヴァリネン（2008- ） |